# تپه توللی
تپه توللی مربوط به هزاره سوم قبل از میلاد - دوره اشکانیان - دوره سلجوقیان است و در شهرستان کرمانشاه، بخش مرکزی، دهستان میان دربند ، ۸۰۰ متری شمال غرب روستای توللی واقع شده و این اثر در تاریخ ۲۶ اسفند ۱۳۸۷ با شمارهٔ ثبت ۲۵۴۱۸ به‌عنوان یکی از آثار ملی ایران به ثبت رسیده است.